# アナログ
アナログ（英: analog、英語発音: [ˈænəˌlɔːg] アナローグ）は、連続した量（例えば時間）を他の連続した量（例えば角度）で表示すること。
デジタルが連続量をとびとびな値（離散的な数値）として表現（標本化・量子化）することと対比される。時計や温度計などがその例である。
エレクトロニクスの場合、情報を電圧・電流などの物理量で表すのがアナログ、数字で表すのがデジタルである。
元の英語 analogy は、類似・相似を意味し、その元のギリシア語 αναλογία は「比例」を意味する。

## 長短
情報（信号）をアナログ的に処理することの長所として以下のようなものがある。
- デジタルにある量子化誤差が存在しない。
- 連続時間処理であるため、クロックジェネレータ等は不要。

対して短所は次の点である。
- 内部の熱雑音等の物理的な影響を受ける。
- 外部からの擾乱（雑音など）の影響を受けやすい。
- 保存・複製・転送による劣化が生じる。
- 一旦誤差が生じると復元できない。対するデジタルは、エラー訂正等で（程度にもよるが）修復が可能である。
- 時間軸が基本的に連続処理（アナログ）であり、時間軸補正は困難である。

## 比喩的用例
- 二元的な価値観を「デジタル」と呼び、これに対して三元や六元（二つでも三つでも割り切れる）の価値観を「アナログ」と呼ぶ用例がある。
- コンピュータなどの電子機器を使用していないものを、「アナログ」と呼称する例がある。これは「アナログ」の本来の意味からして誤用である。
  - 電子機器を使わないボードゲームを「アナログゲーム」と呼称することがある。
- 比喩的に、物事を二つだけで割り切らず、三つでも割り切る人を「アナログ人間」と呼ぶことがある（この呼称は誤用の意味で用いられることもある）。
- 情報機器の入出力では、人間の知覚以上に多段階で入出力できるものをアナログと呼ぶ（実質的には内部ではデジタルで処理されている）。
  - ゲーム機のコントローラからの入力（レバーを倒した角度など）を多値で処理できる場合は「アナログ入力に対応」しているとされる。
  - プログラマブルロジックコントローラ(PLC)での多段階で入出力できる端子をアナログ入出力と呼ぶ。（二値入力の場合はデジタル入出力）
  - ICレコーダー、デジタルカメラなどの機器は内部ではデジタルで処理されているがアナログで入出力されていると言われる。また、入出力端子もアナログ対応と呼ばれる。
- アナログの「類似・相似」という本来の意味から、あるホルモンと同等の働きをする物質や、ある医薬品と類似した医薬品のこともアナログと呼ぶことがある。→アゴニスト参照